# Rio de Atouguia
Rio de Atouguia é um rio de Portugal cuja foz está no Oceano Atlântico, em Peniche. Em 1438, o rei Duarte I (r. 1433–1438) mandou alargar seu estuário devido ao progressivo assoreamento que atrapalhava as embarcações que utilizavam o porto local.